# نیکیتا
نیکیتا (به انگلیسی: Nikita) یک سریال تلویزیونی درام آمریکایی است.
این سریال تلویزیونی در ایالات متحده توسط شبکه تلویزیونی سی‌دابلیو پخش می‌شود. تولید این مجموعه نتیجه همکاری واندرلند ساند اند ویژن و کمپانی تولید برادران وارنر است، نخستین قسمت این مجموعه در نهم سپتامبر ۲۰۱۰ به نمایش درآمد.
فصل اول این مجموعه در ۲۲ قسمت در نهم سپتامبر ۲۰۱۰ به نمایش درآمد. فصل دوم این سریال در ۱ مهر ۱۳۹۰ (۲۳ سپتامبر ۲۰۱۱) در ۲۳ قسمت به نمایش درآمد
فصل سوم این سریال در پانزده سپتامبر ۲۰۱۲ در۲۲ قسمت پخش شد وفصل چهارم در شش قسمت پخش شد.

## بازیگران
مگی کیو بازیگر نقش اول این سریال است که در نقش نیکیتا بازی می‌کند.
شین وست (مایکل) و آرون استنفورد (سیمور بیرکاف) دیگر بازیگران این سریال هستند.
لیندزی فونسکا (الکساندرا اودینف) دیگر بازیگر مشهور این فیلم است.